# 唐榮鐵工廠
22°32′42.4″N 120°22′13.2″E / 22.545111°N 120.370333°E
唐榮鐵工廠是由臺灣企業家唐榮在1940年創立的民營企業。1962年改由中華民國政府接管，成為公營企業；2002年將旗下鐵路車輛部門及公路車輛部門分出。2006年7月股票上櫃，成為帶有公營性質的民營企業。

## 簡介

### 民間企業
唐榮鐵工廠最初稱為唐榮鐵工所，以鋼鐵加工事業起家，第二次世界大戰結束後收購日本資本於台灣遺留之煉鋼設備並改稱現名，於鋼鐵加工事業多所建樹。唐榮集團因擴充事業版圖太快，向民間借高利貸，又逢越戰危機導致融資困難，事業體遂遭中華民國政府接管。

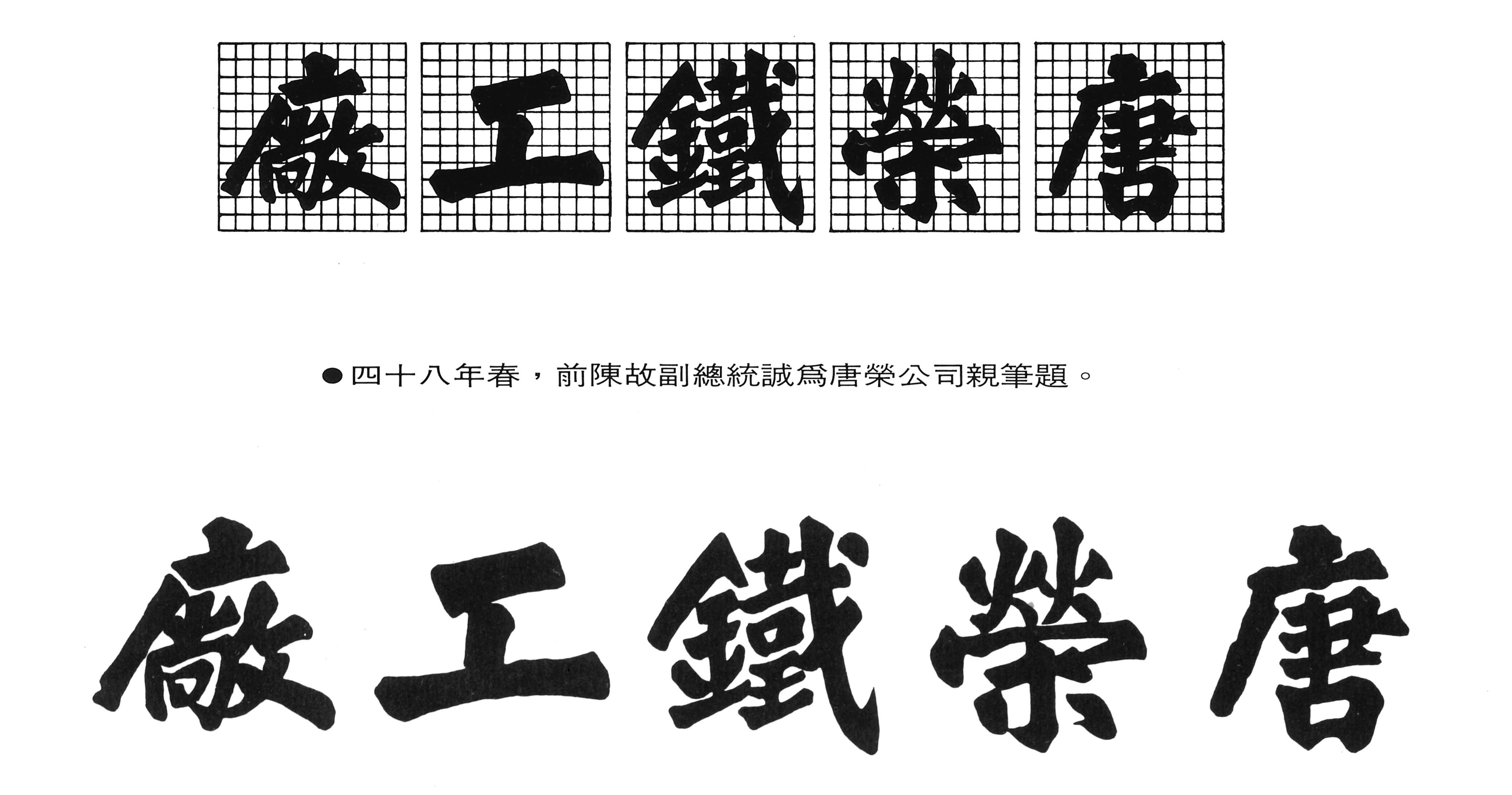
1959年（民國48年）由時任副總統陳誠為唐榮鐵工廠題字，並作為唐榮鐵工廠的企業標準字至今(唐榮CIS手冊)

### 省營事業
1962年改組為省營事業機構，唐榮之子唐傳宗認為，唐榮鐵工廠遭收歸國有的原因在於唐榮捲入陳誠和蔣經國爭權的派系糾紛，唐榮走陳誠路線遭政治鬥爭所致。爾後台灣經濟起飛之時，唐榮鐵工廠受《產業保護條例》所護持，不察國外同業競爭力之提昇，營運績效江河日下。

### 國營事業
1999年精省後，唐榮鐵工廠改隸經濟部，成為國營事業。
2002年，唐榮鐵工廠將旗下鐵路車輛部門分出，與中國鋼鐵、日本車輛及住友商事合資組成台灣車輛繼續生產鐵路車輛；同年，唐榮鐵工廠公路車輛事業部獨立為唐榮車輛科技，負責公路車輛。

### 公營性質民營事業
2006年7月7日，唐榮鐵工廠股票上櫃釋股，重新邁向民營化。

1970年代唐榮鐵工廠位於高雄市苓雅區成功一路2號之廠區配置，塗色處為臺北機械廠實際生產鐵道車輛之據點

### 歷任董事長
:34
| 姓名   | 期間            | 備註                                                        |
| ------ | --------------- | ----------------------------------------------------------- |
| 唐榮   | 1955/04~1963/10 | 字錦旋，以改組為股份有限公司時起算， 之前身分則為工廠負責人 |
| 曾桐   | 1963/11~1964/08 | 字霍東，公營首任董事長                                      |
| 吳嵩慶 | 1964/08~1976/03 |                                                             |
| 郭永   | 1976/03~1982/11 | 字執中                                                      |
| 陳如根 | 1982/11~1991/10 | 字傑克                                                      |
| 呂芳契 | 1991/11~1995/03 |                                                             |
| 徐希學 | 1995/07~1997/08 |                                                             |
| 尹士豪 | 1997/08~1999/02 |                                                             |
| 陳武正 | 1999/06~2001/07 |                                                             |
| 劉憲同 | 2002/07~2006/08 | 2001/07~2002/07董事長空缺                                   |
| 吳豐盛 | 2006/08~2010/08 | 再次民營化後首任董事長                                      |
| 鍾自強 | 2011/07~2014/09 | 2010/08~2011/07董事長空缺                                   |
| 張復盛 | 2014/10~2016/08 |                                                             |
| 趙健在 | 2016/08~2017/12 |                                                             |
| 陳民漢 | 2017/12~2018/12 |                                                             |
| 吳豐盛 | 2020/11~2024/06 | 2018/12~2020/11期間代行董事長                               |
| 趙健在 | 2024/07~        |                                                             |

### 歷任總經理
| 姓名   | 期間            | 備註                                                     |
| ------ | --------------- | -------------------------------------------------------- |
| 唐傳宗 | 1955/04~1962/02 | 以改組為股份有限公司時起算                               |
| 李柏齡 | 1962/02~1962/09 |                                                          |
| 曾桐   | 1962/09~1963/11 |                                                          |
| 蔡勁仁 | 1963/11~1964/08 |                                                          |
| 孫世篤 | 1964/08~1968/03 |                                                          |
| 鮑亦榮 | 1968/03~1977/03 |                                                          |
| 柴之棣 | 1977/03~1982/11 |                                                          |
| 嚴雋泰 | 1982/11~1994/07 | 1994/05停職、7月解職                                     |
| 黃正雄 | 1994/04~1996/04 | 1994/04代行總經理職務， 正式接任時期不明                 |
| 顏文一 | 1996/07~1999/10 |                                                          |
| 陳鴻濱 | 1999/11~2006/08 | 2006/08~11代行總經理， 2006/11起由董事長吳豐盛代行總經理 |
| 陳億和 | ~2010/03        | 正式就任時間不明， 2010/03後由生產副總梁進民代理         |
| 黃鴻都 | 2011/07~2016/09 |                                                          |
| 梁進民 | 2016/09~2018/03 |                                                          |
| 陳億和 | 2018/03~2018/10 |                                                          |
| 張仲傑 | 2019/02~2020/07 |                                                          |
| 蔡明洲 | 2020/07~2023/12 | 2023/12~2024/05由董事長吳豐盛 代行                       |
| 周明宏 | 2024/08~        | 2024/05~08代行總經理                                     |

## 轄下主要生產單位

### 民營時期（唐榮父子時期），以1960年為例

#### 工務處－高雄磚廠
高雄磚廠建於日治時代，據「唐榮五十年」記載其建於1917年（日本大正六年），1945年戰後由台灣工礦公司接收經營，1957年售予唐榮鐵工廠，繼續生產紅磚。:46

#### 水泥廠
為配合時代及市場需要，於1954年與日本大同混凝土電桿工業株式會社技術合作，興建水泥製品工場:246，生產水泥電桿、水及基樁、水泥管等，供應電力、電信、土木、建築、上/下水道等工程需要。

#### 台北機械廠（台北）
原為日治時代之「台灣燃料機株式會社」，1945年戰後由台灣工礦公司接收，成為台灣工礦公司台北機械廠，於1955年奉政府耕者有其田政策開放民營，由台灣省農會聯合會承購改稱為農業機械廠，發展業務以農業機械為主，後因1957年台灣省農會搬遷至台中，不便管理台北的廠區而無意經營，至1958年由唐榮鐵工廠承購改稱為唐榮鐵工廠股份有限公司台北機械廠，位於台北市八德路四段，專門製造公路車輛車身及裝配汽車業務。:240-243

### 公營前期（總公司於高雄時期），以1969年為例

#### 復興鋼鐵廠（總公司/舊廠區）
1966年為配合實施分廠計盈制度（轄下各廠相當於一分公司），將原有之煉鋼、軋鋼、線材等生產單位合併成立鋼鐵廠，1969年一月中興鋼鐵廠建設完成後，鋼鐵廠部分仍留在老廠區生產單位繼續生產，並易名「復興鋼鐵廠」，1970年一月併入中興鋼鐵廠。:47

#### 中興鋼鐵廠（草衙新廠區）
因唐榮公司原有之鋼鐵生產設備多設置於日治時期，陳舊逾齡，效率低落，鋼鐵產量月僅七千公噸左右，且成功一路廠區為都市計畫預定道路所割裂，如不澈底改革將無法生存，因此經周密計畫後，自1967年八月起開始遷廠，並更新生產設備，新廠位於高雄前鎮草衙第二工業區新生地，於1968年十月落成，由當時省主席黃杰將軍命名為「中興鋼鐵廠」，產量即由月產七千公噸左右增至月產一萬五千公噸。1972年受國防部委託代建中興合金鋼廠，生產合金鋼及特殊鋼材，1978年國防部決定將此合金鋼廠併入台灣機械公司。:28-29

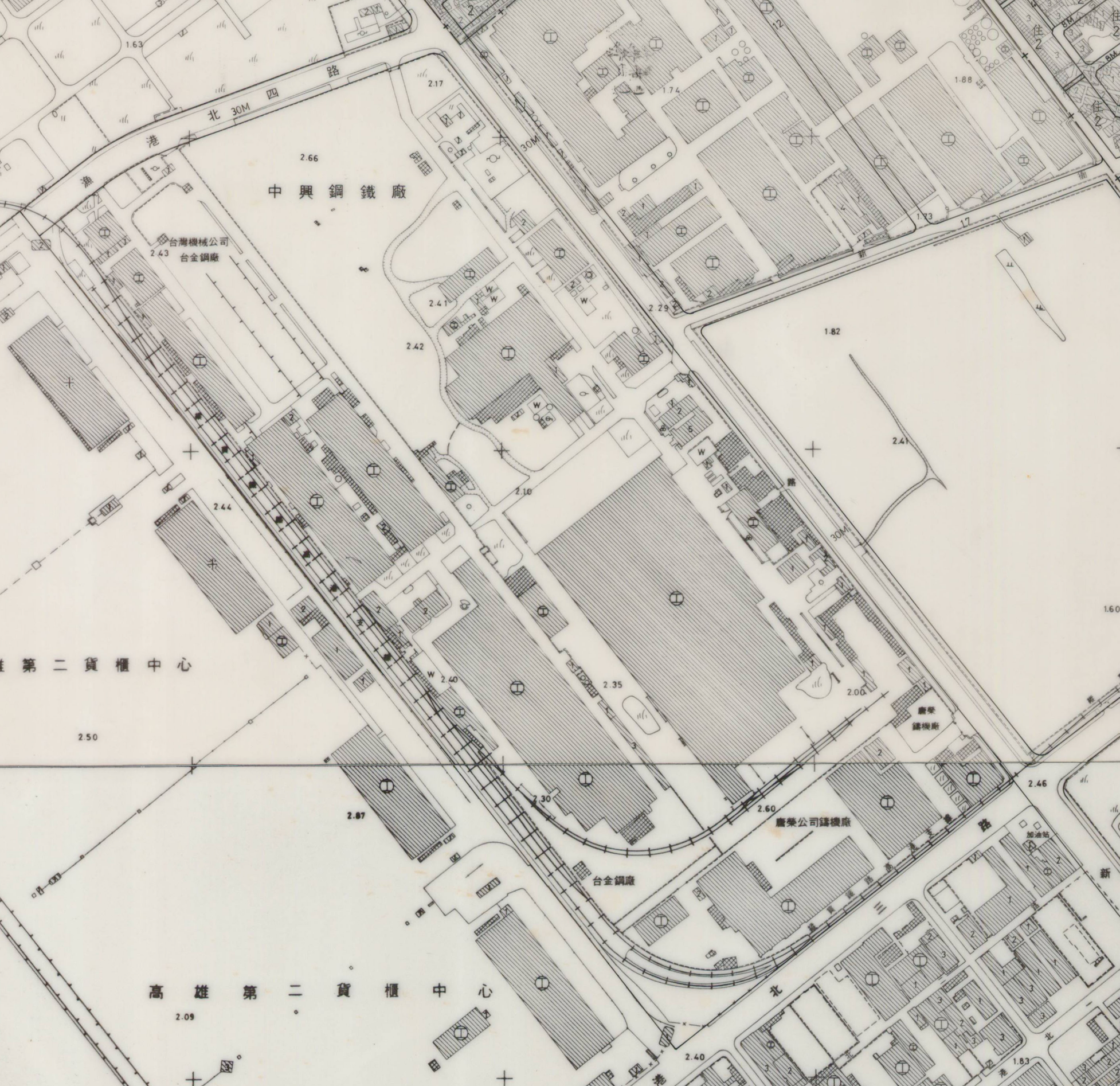
自1984年都市計畫航測地形圖可見唐榮中興鋼鐵廠、唐榮鑄機廠和併入台灣機械的合金鋼廠配置，以及自草衙號誌所分歧的高雄第二臨港線支線

#### 台北機械廠（台北）
1969年時任唐榮公司董事長吳嵩慶先生衡酌臺北市區域擴展情形，預判八德路廠址再經若干年後勢必演變成商業區，認為與其日後被迫遷廠，不如早日行動有利，時任唐榮公司總經理鮑亦榮擬妥方案提付董事會決議二點：1. 出售台北市杭州南路土地所得全部價款，專作覓購新廠土地之用。2. 新廠土地應有十萬坪，並以靠近新竹以北鐵公路縱貫線為原則。
台北機械廠籌辦人員依此原則覓得兩處候選土地，一是桃園楊梅西南端鄰近長安地區之土地，另一是新竹湖口鳳山村，經唐榮公司董事長、總經理等人勘查評估後，決定以湖口鳳山村望高樓段的土地作為台北機械廠新廠用地，並協同新竹縣政府建議省政府和經濟部將其周圍百萬坪土地開發為新竹工業區。:244-245
此時期台北機械廠的鐵路車輛生產據點均為利用高雄總公司的舊廠區進行，在新廠興建初期約1974年左右率先搬入並繼續生產鐵路車輛，其他位在台北的單位也於1978年搬入，至此台北機械廠完全遷移至新竹湖口。

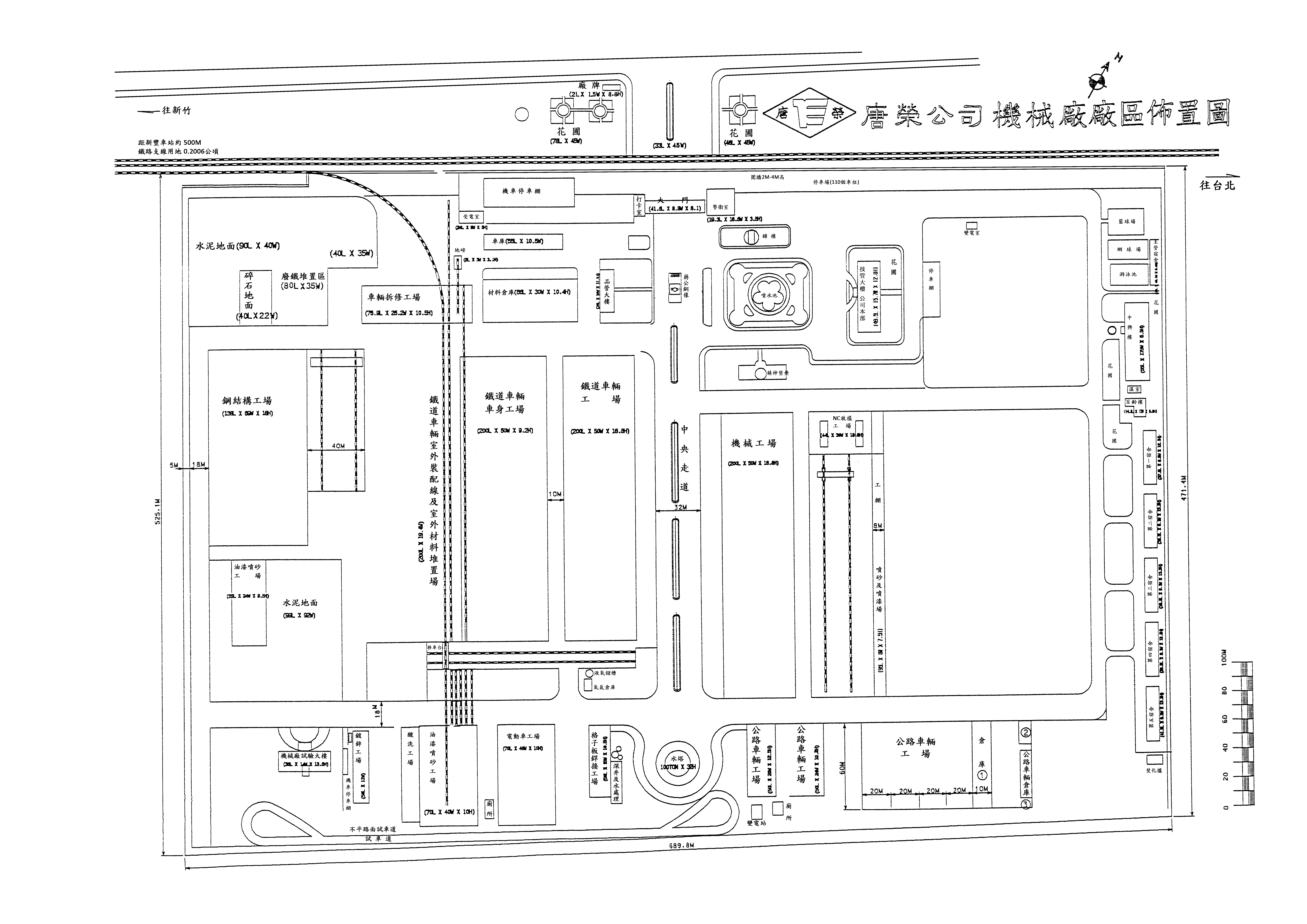
1998年唐榮鐵工廠機械廠位於新竹縣湖口鄉的新豐廠區配置

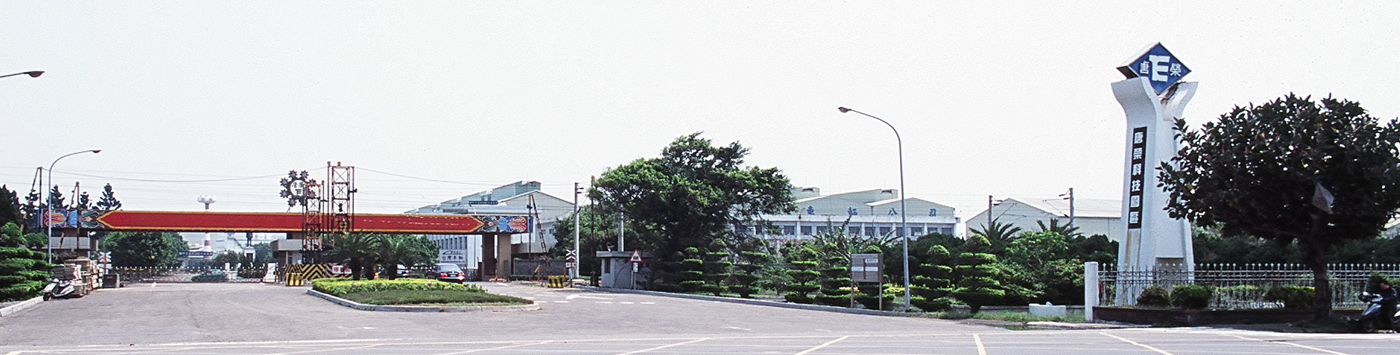
新竹縣湖口鄉唐榮科技園區大門，右側的廠房建築群即為台灣車輛

#### 鑄機廠
創建於1960年，當時分設鑄造、機械二工場，以提供鋼鐵廠、台北機械廠及外部公民營單位所需鑄件為主，曾試製鐵路轉向架，期望和台北機械廠鐵路車輛業務相結合
，但僅在1964年為臺灣鐵路管理局供應30輛份貨車用鑄鋼固定式鈑簧轉向架，之後則未聞有新轉向架產出，後來1985年時因營運狀況欠佳，奉省政府指示執行整頓方案，將該廠裁撤併入中興鋼鐵廠。:48

#### 磚廠
磚廠原本僅生產紅磚，1965年時開始以克難方式研究利用紅磚生產設備及循環窯製造耐火磚供鋼鐵廠使用，至1967年進而研製爐壁、爐蓋、取鍋等各種高級耐火磚，成效優異，於1980年更名為耐火材料廠，1984年奉省政府指示執行整頓方案，精簡組織，將耐火材料廠縮編為耐火材料工場併入不鏽鋼廠，繼續生產耐火材料。:93

#### 營建廠
原為唐榮鐵工廠內的修繕單位，以維護廠內土木建築為主，唐榮鐵工廠公營化改組後，經過2年時間經營與整頓，於1966年申請升級並經內政部核准為甲級營造廠，1985年唐榮鐵工廠為挽救營運危機，大力執行整頓方案，將獨立營運的營建廠改制為營建部，變成直屬總公司的組織:256，2002年裁撤。

#### 運輸處
雖為唐榮鐵工廠底下的二級單位，但獨立計算盈虧，主要任務是服務各廠，將各廠所需原料送入，並送出各廠產品，為拓展營運爭取盈餘及本身績效，亦對外承攬運輸業務，服務對象有中鋼公司、台肥公司、台糖公司、台電公司、菸酒公賣局等，旗下的保養修護工場具備車輛修護、鈑金、冷作、引擎、電氣、噴漆等各項設施，能進行一至五級的保養修護，能完全自主保養、修護自身所有車輛:260-262，2002年裁撤。

### 公營後期，以1985年為例(1986年總公司遷至新竹湖口)

#### 鋼鐵廠
1985年鑄機廠併入中興鋼鐵廠後，中興鋼鐵廠更名為「鋼鐵廠」:47，1997年停止生產，2002年結束營業並裁撤。

#### 不鏽鋼廠
鑒於1970年代十大建設中的大煉鋼廠(即中鋼公司)，部分產品與鋼鐵廠雷同，為顧及未來發展及國內高級鋼材日增之需要，因此籌建不鏽鋼廠，1978年成立籌備處，至1984年七月建廠完成，1985年因應耐火材料廠的併入，將原本不鏽鋼廠下的耐火材料整備工場改名為「耐火材料工場」:49。2002年以後不鏽鋼廠為唐榮鐵工廠下唯一的生產單位。

#### 機械廠
1985年台北機械廠更名為「機械廠」，並撤銷電動車工場及水泥製品工場:46-47，2000年下旬為因應唐榮鐵工廠民營化作業機械廠將被裁撤，將尚有經營價值的鐵道車輛工場、公路車輛工場分出改為鐵路車輛事業部及公路車輛事業部並直屬總公司，2002年機械廠結束營業並裁撤。

### 再次民營化時期(總公司再遷回高雄)

#### 不鏽鋼廠
2002總公司遷回高雄，並結束鋼鐵廠、運輸處、機械廠及營建部營業，不鏽鋼廠成為唐榮公司唯一獨立單位，2008年不鏽鋼廠與唐榮總公司合併，不鏽鋼業務直接由唐榮公司進行，公司所在地變更為高雄市小港區沿海二路四號。

### 轉投資
- 台灣車輛股份有限公司（軌道車輛事業部民營化資產作價與民間合資設立）

## 外部連結
- 唐榮鐵工廠（英文）（繁體中文）
- 唐榮車輛科技（页面存档备份，存于）（英文）
- 台灣車輛公司 - 唐榮鐵工廠鐵道車輛工場時期生產／銷售實績（繁體中文）
- 台灣公司資料 （页面存档备份，存于）（繁體中文）